# Зоряна брама: Атлантида
«Зоряна брама: Атлантида» (англ. Stargate: Atlantis) — канадсько-американський науково-фантастичний пригодницький телесеріал з елементами бойовика та драми 2005—2009 років, частина франшизи «Зоряна брама» компанії MGM і спін-оф т/с «Зоряна брама: SG-1», створений Бредом Райтом і Джонатаном Гласнером і оснований на фільмі «Зоряна брама».
Всі п'ять сезонів «Атлантиди» транслювалися на Sci-Fi Channel у США і The Movie Network у Канаді. Прем'єра серіалу відбулася 16 липня 2004 року; останній епізод вийшов в ефір 9 січня 2009 року. Знімання відбувалося у Ванкувері та околицях (Британська Колумбія, Канада).
Сюжет «Зоряної брами: Атлантида» розгортається після фіналу сьомого сезону т/с «Зоряна брама: SG-1», епізоду «Загублене місто», і прем'єрного епізоду восьмого сезону «Новий лад». За сюжетом оригінального серіалу, земляни шукали Атлантиду — місто іншопланетної цивілізації, відомої як Древні, щоб його зброєю протистояти ґоа'улдам. В результаті на Землі було знайдено форпост, помилково прийнятий за Атлантиду. У пілотному епізоді спін-офу командування Зоряних брам посилає міжнародну дослідницьку команду на форпост, де доктор Даніел Джексон виявляє вказівки на місцезнаходження справжньої Атлантиди, однак не на Землі, як очікувалося, а в іншій галактиці. Подальші події серіалу зосереджені на пригодах експедиції, посланої на дослідження Атлантиди і її галактики.
Теглайн серіалу: «Нова Брама відкриється. Загублене місто знову підніметься».

## Про серіал
Продюсери Бред Райт і Роберт Купер продовжили у цьому серіалі свою ідею, розпочату ними в іншому телевізійному серіалі — «Зоряна брама: SG-1». Знімання відбувалося у Канаді.
Серіал присвячений пригодам експедиції, яка потрапили в загублене місто Атлантида в галактиці Пегас. Зоряні брами дозволили людству вступити в контакт з іншими культурами, включаючи нових і могутніх супротивників: рейфів, дженаїв, а пізніше асуранів. При цьому земляни намагаються оволодіти спадком зниклої цивілізації Древніх, які й створили Зоряні брами та Атлантиду.
Прем'єра першого епізоду «Пробудження», поділеного на дві частини, відбулась на американському телеканалі Sci Fi Channel 16 червня 2004 року. Серед запрошених зірок були Річард Дін Андерсон і Майкл Шенкс, які зіграли також у серіалі «Зоряна брама: SG-1». У цей час серіал показали в багатьох країнах світу (в Україні прем'єра серіалу відбулася на каналі К1 в 2009 році). 2009 року серіал було завершено. Планували знімання повнометражного фільму-завершення, який було скасовано.

## Сюжет
Події серіалу беруть початок від кінця 7-го сезону «Зоряна брама: SG-1». В пошуках способу протистояти нападу Анубіса на Землю земляни розшукали аванпост Древніх та інформацію про загублене місто Атлантиду, де сховано знання Древніх і їхню зброю. Після перемоги над Анубісом доктор Деніел Джексон виявляє адресу Атлантиди, і доктор Елізабет Вейр збирає міжнародну експедицію для дослідження міста. Проблемою стає тільки те, що місто знаходиться в галактиці Пегас, а щоб подорожувати між галактиками за допомогою Брами, необхідно використовувати джерело енергії Древніх МНТ, яке на Землі є в одному екземплярі. Таким чином, спочатку передбачається, що якщо в Атлантиді не буде знайдений інший МНТ, то це буде подорож в один кінець.

### Сезон 1
Прем'єра першого сезону відбулася в США 16 липня 2004 року. Експедиція під командуванням доктора Елізабет Вейр вирушає крізь Зоряну браму в місто Древніх Атлантиду. Вони виявляють місто схованим під водою, з виснаженими МНТ. Експедиція змушена шукати нові джерела енергії, користуючись місцевою мережею Зоряних брам та шаттлами «Стрибунами».
В ході досліджень вони знаходять поселення людей, колись засновані Древніми для свох експериментів, і нових ворогів — рейфів, істот, що здавна харчуються людьми. Свого часу рейфи змогли вигнати Древніх з Пегасу завдяки чисельній перевазі, але їм бракує їжі. Тож більшість часу рейфи сплять, дозволяючи людям розмножуватися, а потім масово прокидаються і харчуються ними. Майор Джон Шепард створює команду, до якої входить він сам, вчений-астрофізик Родні Маккей, лейтенант Ейден Форд і лідер народу атосіанців — Тейла Еммаган. Вони випадково пробуджують рейфів і ті, дізнавшись про Землю з її багатомільярдним населенням, ставлять собі на меті знайти її та перетворити на нове «пасовище» своєї цивілізації.
Під час однієї з місій земляни відкривають існування дженаїв — мілітаристської людської цивілізації з технологіями на рівні 1950-х років. Дженаї після цього регулярно намагаються захопити Атлантиду. Рейфи зрештою розшукують місто та наприкінці сезону беруть його в облогу.

### Сезон 2
Прем'єра другого сезону відбулася в США 15 липня 2005 року. Атлантиді вдалося вціліти і змусити рейфів повірити в знищення міста. Також членам експедиції вдається налагодити періодичний зв'язок із Землею завдяки новому лінійному крейсеру Землі «Дедал» і доставленому ним МНТ. Шепард отримує підвищення до підполковника, а колишній утікач з місцевого народу Ронон Декс займає в команді місце викраденого рейфами лейтенанта Форда.
Основна сюжетна лінія цього сезону будується на дослідженнях доктора Беккета зі створення ретровірусу, здатного перетворювати рейфів на людей. Перші досліди з незакінченим вірусом мало не закінчуються загибеллю Шепарда. Випробування поліпшеної версії призводять до неоднозначних результатів з рейфом, названим Майклом, котрий стає вигнанцем і серед людей, і серед свого виду. Сезон закінчується відльотом флоту рейфів до Землі.

### Сезон 3

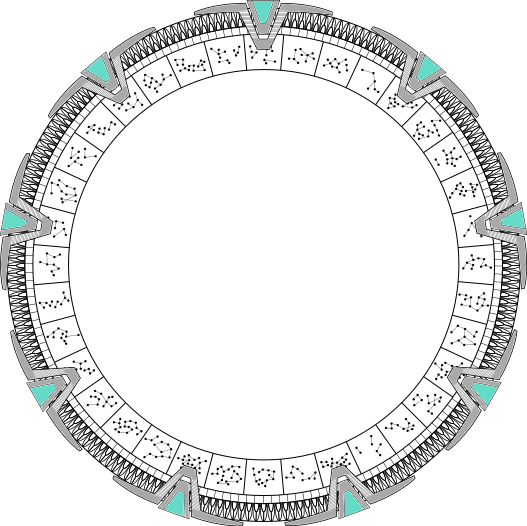
Зоряні брами галактики Пегас, представлені у серіалі, відрізняються від показаних в «Зоряна брама SG-1»

Прем'єра третього сезону в США відбулася 14 липня 2006 року. Команді Атлантиди вдалося зупинити флот рейфів, не давши їм досягти Землі. Зазнавши чергової невдачі з ретровірусом, команда зустрічає третій рік в галактиці Пегас, все ще перебуваючи під небезпекою нападу рейфів. Також у новому сезоні вони виявляють нового супротивника — цивілізацію роботів асуранів, яка володіє майже усіма досягненнями своїх творців Древніх. Асурани обманом змушують землян зняти накладені на них творцями обмеження та беруться знищувати людей, щоб лишити рейфів без їжі.
Крім того, в результаті невдалого експерименту, експедиція повністю розряджає свій МНТ і місто знову залишається без зв'язку з Землею і захисного поля. Незабаром в космосі вони знаходять загублений корабель Древніх, екіпаж якого забирає Атлантиду як законні власники. Командний центр Зоряної брами посилає в Атлантиду генерала О'Нілла і Річарда Вулзі з дипломатичною місією про відновлення відносин між Землею і Древніми та повернення експедиції в місто. Однак скоро асурани захоплюють місто і вбивають його населення, а землянам вдається відбити його.
В останньому епізоді сезону Земля завдає попереджувального ядерного удару по рідній планеті асуранів з метою запобігти будівництву ними військового флоту. У відповідь асурани застосовують проти Атлантиди супутник з потужною променевою зброєю, але земній експедиції вдається запустити двигуни Атлантиди й спрямувати її до іншої планети. Сезон закінчується влучанням супутника в місто, через що воно збивається з курсу і залишається посеред космосу в критичному стані.

### Сезон 4
Члени експедиції відчайдушно намагаються зберегти залишки енергії в розрядженому МНТ Атлантиди і повернути місто на намічений курс. Тим часом їх розшукує полковник Саманта Картер на лінійному крейсері «Аполлон». У той же час Родні МакКей вирішує активізувати в тілі пораненої Елізабет Вейр асуранських нанороботів, чим рятує їй життя. Рейф Тодд пропонує допомогу свого флоту проти спільного ворога. Родні задумує зухвалий план з викрадення асуранского МНТ, внаслідок якого більшість асуранів гинуть. У результаті операції експедиція зуміла добути новий МНТ, проте Вейр потрапила в полон до асуранів. Картер стає новим лідером експедиції, хоча багато хто ще сподівається врятувати Вейр.
Жителі планети Хофф розробляють вакцину, що робить людей отруйними для них. Тодд змушений тимчасово об'єднатися з землянами, щоб знайти спосіб вижити. Майкл викрадає вагітну Тейлу для своїх експериментів.

### Сезон 5
Прем'єра п'ятого, завершального сезону в США відбулася 11 липня 2008 року на Sci Fi Channel. У цьому сезоні на посту глави Атлантиди Саманту Картер змінив Річард Вулзі. Тейлу вдається повернути, а також отримати цінні відомості про сили рейфів. У галактиці виявляються вцілілі азгарди, що готові знищити і рейфів і людей задля власного виживання, тож команді Атлантиди доводиться протистояти їм.
Тим часом рейфи добувають МНТ, завдяки яким будують надвеликий корабель, який відправляють до Землі. Атлантида з використанням експериментального двигуна встигає на допомогу та вступає в бій з кораблем рейфів на орбіті Землі. Після бою місто здійснює посадку на нашій планеті, звідки колись і вирушило до галактики Пегас.

### Продовження
У 2009 році йшли знімання повнометражного фільму, який повинен був завершити сюжетну лінію серіалу. Прем'єра була запланована на 2010 рік, проте фільм було скасовано. Натомість події серіалу було продовжено серією коміксів «Зоряна брама: Атлантида — Назад до Пегаса», в якому Атлантида відлітає назад у галактику Пегас, щоб протистояти невідомим прибульцям (2016).

## Ролі

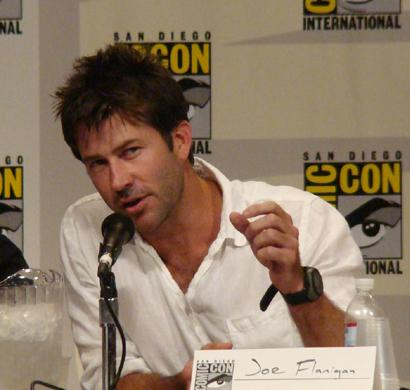
Джо Фланіган на фестивалі Comic Con

- Джо Фланіган на фестивалі Comic ConДжо Фланіган у ролі Джона Шепарда (сезони 1-5, головна роль): майор ВПС США, взятий до експедиції на Атлантиду у зв'язку з його геном Древніх, що дозволяє контролювати стародавні технології. Він стає де-факто командиром військового контингенту Атлантиди після того, як полковник Маршалл Самнір був убитий рейфами. Пізніше підвищений у підполковники.
- Торрі Хіггінсон у ролі Елізабет Вейр (сезони 1-3, головна роль; сезон 4, другорядна): дипломат й експерт з міжнародної політики, цивільний лідер першої експедиції на Атлантиду. Спочатку є головним персонажем, у фіналі 3 сезону вона була важко поранена реплікаторами асуранів та захоплена останніми у 4-му.
- Рейчел Латтрелл у ролі Тейли Еммаган (сезони 1-5, головна роль): лідер атосіанців, народу людей родом з галактики Пегас. Подружилася з Шепардом, коли він відвідав її рідний дім, та приєдналася до його команди, щоб боротися з рейфами. Має генетичну здатність відчувати останніх на відстані.
- Рейнбов Сан Френкс у ролі Ейдана Форда (сезон 1, головна роль; сезон 2, другорядна; сезон 5, епізодична): молодий лейтенант Корпусу морської піхоти США, який є членом команди Шепарда в сезоні 1. У сезоні 2 стає психічно неврівноваженим через передозування ферменту рейфів і покидає Атлантиду, продовжуючи боротися з рейфами сумнівними методами.

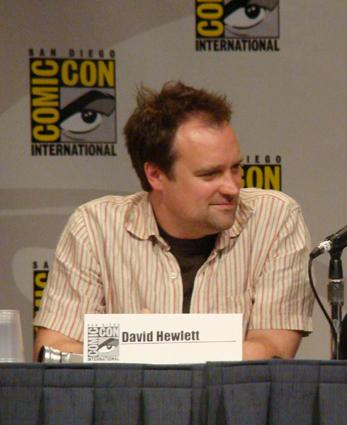
Девід Г'юллет

- Девід Г'юллетДевід Г'юлетт у ролі Родні Маккея (сезони 1-5, головна роль): видатний і самовпевнений науковець, який є членом команди Шепарда і керівником науково-дослідного відділу Атлантиди. Один з провідних експертів з технологій Древніх, уперше представлений в ролі професійного суперника Саманти Картер у п'ятому сезоні «Зоряна брама: SG-1».
- Джейсон Момоа у ролі Ронона Декса (сезони 2-5, головна роль): військовий фахівець з планети Сатеда. Після того, як його рідний дім знищений рейфами, він провів наступні сім років, тікаючи від рейфів, котрі полювали за ним задля розваги. На початку 2-го сезону він зустрічається з Шепардом і командою, які допомагають йому видалити вживлений у його тіло маячок, він стає четвертим членом, замінивши лейтенанта Форда в команді Шепарда.
- Пол Макджилліон у ролі Карсона Беккета (сезони 2-3, головна роль; сезони 1, 4-5, другорядна роль): головний лікар Атлантиди. У сезоні 3, в епізоді «Вихідний», загинув у результаті вибуху. Пізніше повертається як клон, створений рейфами.
- Аманда Таппінг у ролі Саманти «Сем» Картер (сезон 4, головна роль; сезони 1-3, 5, другорядна): астрофізик і підполковник ВПС США, яка була однією з головних героїв «Зоряна брама: SG-1». У сезоні 4 підвищена до полковника і призначена командиром експедиції на Атлантиді.
- Джуел Стейт у ролі Дженніфер Келлер (сезон 5, головна роль, сезони 3-4, другорядна): головний лікар Атлантиди, яка замінила доктора Беккета в фіналі третього сезону.
- Роберт Пікардо у ролі Річарда Вулсі (сезон 5, головна роль; сезони 3-4, другорядна): представник Міжнародного наглядового комітету, який вперше з'явився в ролі агента NID в сезоні 7 т/с «Зоряна брама: SG-1». У сезоні 5 замінив Саманту Картер на посаді командира Атлантиди.

Запрошені актори: Річард Дін Андерсон, Бо Бріджес, Роберт Деві, Кері Вюрер, Денні Трехо, Марк Дакаскос, Мітч Пілеггі, Колм Міні та інші.

## Виробництво

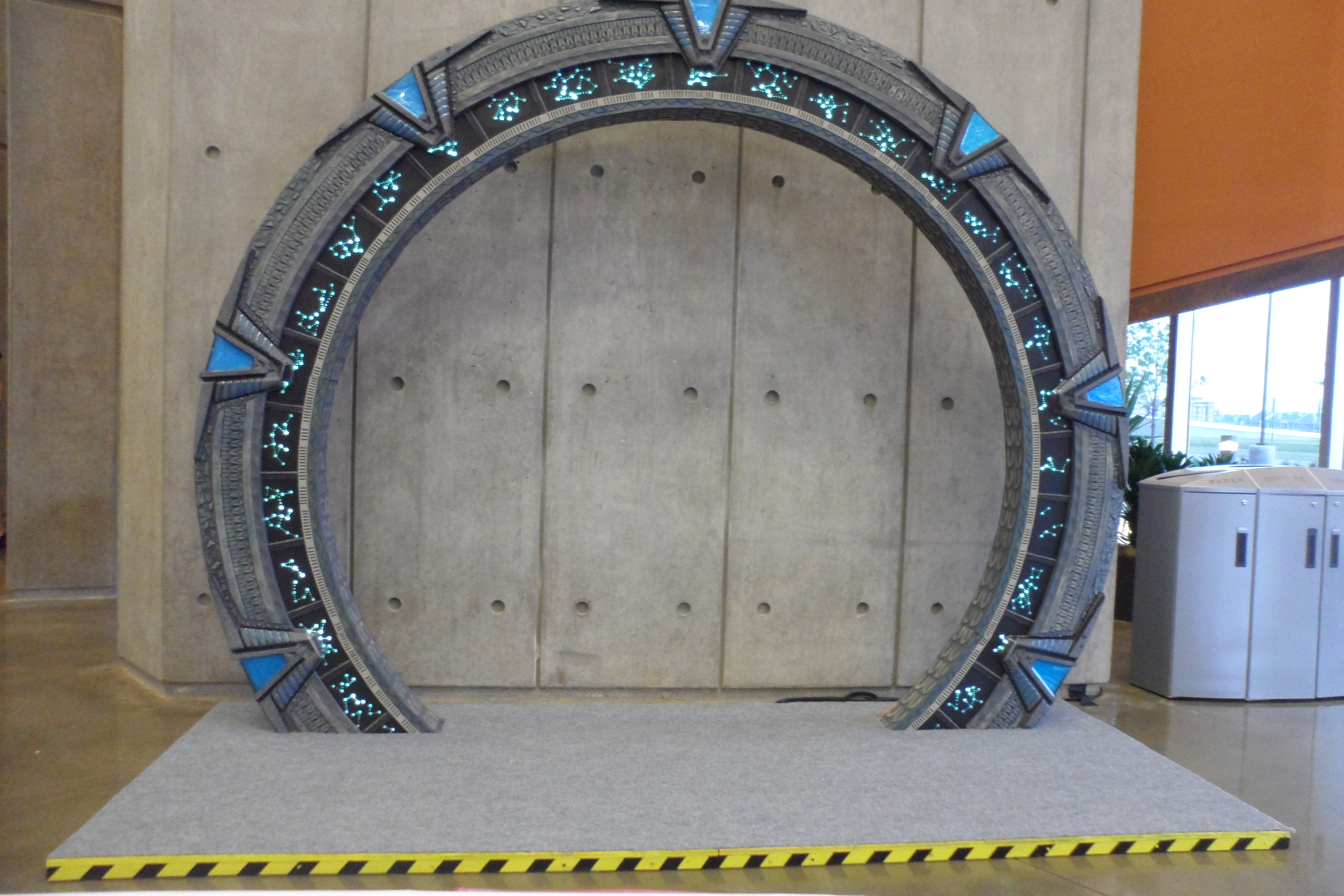
Макет Зоряної брами галактики Пегас

Встановлена Зоряна брама у телесеріалі «Атлантида» насправді була зроблена з гуми.
Коли знімали пілотний епізод серіалу «Зоряна брама: Атлантида», в т/с «Зоряна брама: SG-1» були чотири постійні персонажі, але лише два з них (Джек О'Ніл і Деніел Джексон) з'являються у епізоді «Пробудження». За словами Аманди Таппінг, яка грала Саманту Картер, її персонаж і Тіл'к не могли з'явитися спочатку через авторські права. Вони були створені для т/с «Зоряна брама: SG-1», і включення їх у нове шоу означало б використання роботи одного з продюсерів для покращення іншого проєкту. Джек і Деніел вже з'являлися у фільмі «Зоряна брама» (1994), і тому не постраждали. Проте всі четверо з'явилися в кількох епізодах «Атлантиди» впродовж наступних п'яти сезонів.
Джо Фланіган насправді знає, як літати на Helo, в якому в 1 епізоді знаходилися Шепард і О'Ніл, проте з бюджетних і причин безпеки всі знімання Фланігана всередині гелікоптера були зняті в студії або здалеку. Актору не дозволили політати на ньому. Персонажа Саймона Волліса (партнера д-ра Вейр на Землі) в епізодах 1.1, 1.8 та 2.2 грає Гарвін Сенфорд. Той же актор зіграв одного з головних персонажів цивілізації толланів, Наріма, у т/с «Зоряна брама: SG-1» (1997). Також перебуваючи в «їдальні» жінки-рейфа, чітко видно на столі голову дивної істоти. Ця істота є местеджем (англ. Mastadge), яка була помічена у оригінальному фільмі «Зоряна брама» (1994).
Собака, який з'являється, як собака д-ра Елізабет Вейр в епізоді 1.9, «Дім», — справжній домашній улюбленець Торрі Хіггінсон. Також це перший епізод серіалу, який не містить у собі «Стрибуна» та єдиний такий епізод з першого сезону. В цьому епізоді один раз за весь серіал з'явився Дон С. Девіс у ролі генерала Джорджа Гаммонда.
Бен Браудер був спочатку обраний творцями та продюсерами «Атлантиди» на роль майора Джона Шепарда. Джо Фланіган був найнятий на цю роль, коли Браудер не зміг зіграти Шепарда через знімання у фантастичному телефільмі «На краю Всесвіту: Битва за мир» (2004). Проте Браудер згодом отримав роль підполковника Кемерона Мітчелла у т/с «Зоряна брама: SG-1».
У сезоні 5, епізоді 20 «Ворог біля воріт», полковник Саманта Картер згадує, що вона буде командувати космічним кораблем класу Дедал, «Фенікс», який був перейменований на «Генерала „Гаммонда“». Це знак подяки і визнання на честь персонажа актора Дона С. Девіса, який подібно персонажу помер від серцевого нападу.
Спочатку всіх рейфів-чоловіків у серіалі грав один актор — Джеймс Лафазанос.
Джо Фланіган (Джон Шепард) і Девід Г'юлетт (Родні Маккей) — єдині актори, які з'явилися у всіх 100 епізодах телесеріалу.
Джейсон Момоа на зйомках серіалу познайомився з Лізою Боне, своєю майбутньою дружиною.
Родні Маккей був визнаний як «Один з найдратівливіших телеперсонажів».
Епізод 1.5 має таку ж назву, як і науково-фантастичний роман Артура Кларка — «Кінець дитинства», темою якого є еволюція людини в безтілесних істот. А Кортні Дж. Стівенс, який грає лідера Кераса, також грав лейтенанта Еліота в трьох епізодах т/с «Зоряна брама: SG-1».
Серіал містить багато посилань до творів наукової фантастики, таких як «Зоряний Шлях», «Назад у майбутнє» і таке інше.

### Неточності
Основна критика серіалу стосувалася невеликих помилок чи ляпів. Наприклад, в епізоді 1.1 прапор Росії на руку одного солдата кріпиться перевернутим. В епізоді 1.9 Родні заявляє, що ураган Гейзел стався 40 років тому. Насправді, ураган Гейзел вдарив Торонто в 1954 р., за 50 років до шторму в серіалі.
У пілотному епізоді, коли Тейла запрошує майора Шепарда побачити креслення рейфів, він вмикає запальничку, після чого Тейла запалює смолоскип, кажучи: «Ми пізнали вогонь давно». Шепард виглядає здивованим, хоча в попередній сцені команда, що наближається до поселення вночі, чітко бачила палаючі смолоскипи. У тому ж епізоді лейтенант Форд стрибає у Зоряну браму спиною назад. Однак, коли Шепард проходить через браму прямо за ним, лейтенанта ніде не можна побачити. На початку епізоду вертоліт Шепарда й О'Ніла є американським літальним апаратом, проте чомусь має канадський номер на хвості. Ім'я Рейчел Латтрелл написали неправильно на початкових титрах у деяких епізодах першого сезону. Ця помилка була виправлена в наступних епізодах та на версії DVD.
В епізоді 1.3 відомо, що для набирання будь-якої адреси в мережі Зоряних брам потрібно закодувати мінімум 7 шевронів, однак у першій сцені, коли набираються символи, вводяться код лише 5 шевронів.
У епізоді 1.12 Маккей каже, що нанотехнології — це технології в розмірі однієї мільярдної частки міліметра. Насправді в розмірі однієї мільярдної частки метра. В епізоді 1.14 в сучасної Елізабет Вейр зелені очі. Проте десятитисячна «стара» Вейр (Холлі Елісса) має блакитні. У «Сазі. Частина 3» лейтенант Форд може літати на «Стрибуні», хоча не має гену Древніх для цього. У епізоді 2.4; при розмові з Рононом Дексом доктор Вейр називає Шепарда майором, хоча насправді він став підполковником кількома епізодами раніше.
У 5 сезоні, 11 епізоді команда Атлантиди після вибуху вирушає в зал Зоряної брами на пошуки Шепарда та Зеленки. Тейла говорить про потужність вибуху, кімната сильно зруйнована і димить, але на відкритому місці при повороті камери чітко видно абсолютно непошкоджений ноутбук у робочому стані.

### Музика
Музична тема т/с «Зоряна брама: Атлантида» — симфонічний оркестровий саундтрек Джоела Голдсміта. Першим завданням Голдсміта для серіалу було створити заголовну пісню (опенінг), пізніше остання номінована на премію «Еммі» в категорії «Найкраща музична тема» в 2005 р. При створенні музики Голдсміт пішов пасторальнішим шляхом, з європейським та американським підходом, зберігаючи пригодницький дух.

## Сприйняття

### Нагороди і номінації
«Зоряна брама: Атлантида» номінувалася 62 рази і виграла 19 нагород, менше, ніж дочірній телесеріал «Зоряна брама: SG-1», який був номінований майже 120 разів і виграв понад двадцять з цих нагород. Перший сезон «Атлантиди» номінований на дві премії «Еммі» у 2005 р. в категоріях «Видатна головна музична тема» і «Видатні візуальні ефекти для телесеріалу». «Атлантида» також була двічі номінована на премію «Еммі» у 2006 і 2008 рр. відповідно. Телевізійному директору, Девіду Віннінгу, присуджена нагорода на Чиказькому міжнародному кінофестивалі в 2005 р. в категорії «Видатні досягнення в телевізійній драмі» за епізод «Кінець дитинства». Нью-Йоркський кінофестиваль також удостоїв Віннінга нагородою за роботу в епізоді «Кінець дитинства». «Атлантида» номінована двадцять сім разів на премію «Лео» і виграла один раз в категорії «Найкращі візуальні ефекти» в драматичному серіалі в епізоді «Око» в 2005 р. Серіал виграв дев'ять нагород «Лео» в 2009 р.

### Реакція та критика
«Зоряна брама: Атлантида» отримала посередню увагу засобів масової інформації переважно змішану з позитивним відгуками. Рейтинг на сайті IMDb — 8,1/10 на основі понад 70 тис. голосів. На Rotten Tomatoes серіал у середньому зібрав 89 % схвальних відгуків пересічних глядачів. На Metacritic його схвалили 53 % критиків.
Майкл Абернеті від PopMatters сказав, що «серіалу, є що запропонувати», і заявив, що проєкт залишив без відповіді багато питань, але враження загалом позитивне. Протягом п'яти років «Зоряна брама: Атлантида» створювала цікавих персонажів, захопливу науково-фантастичну пригоду та першокласні візуальні ефекти. Актори були здебільшого невідомі, що фактично розвіяло будь-які упереджені думки щодо ролей. З бюджетом у 5 млн доларів насичений гостросюжетний дебют розкрив інтригуючі сюжетні можливості. Однак подальші історії принесли творчі проблеми, які залишилися протягом усього серіалу. Багато епізодів «одноразові» й не впливають на загальний сюжет. Найкращий епізод — це «Остання людина», що, на жаль, не було використано для завершення і натомість глядачі отримали раптовий обірваний фінал.
Вірджинія Геффернан з «The New York Times» назвала пілотний епізод «нудним» і також зазначила, що це була «реліквія нашого неосвіченого часу».
Оглядач The Companion Джеймс Гоар оцінив, що «Атлантида» змогла задовільнити бажання покоління, що виросло на «SG-1». Якщо порівнювати «SG-1» з «Зоряним шляхом: Наступне покоління», то «Атлантида» — це як «Вояджер» і «Глибокий космос 9». Але 21 серпня 2008 року було оголошено, що «Атлантида» не отримає 6-го сезону. Закриття серіалу відбулося через зростання витрат на тривалий акторський склад, і зростання вартості всього, від харчування до проживання внаслідок інфляції канадського долара. «Зоряна брама: Всесвіт» була дешевшим у виробництві серіалом, який потім отримав погану репутацію «вбивці» «Атлантиди».